# Вовк, Владимир Яковлевич
Владимир Яковлевич Вовк (1908, Екатеринослав — ?) — советский партийный деятель, 1-й секретарь Черновицкого обкома КП(б)У, прокурор Днепропетровской области. Депутат Верховного Совета УССР 2-го созыва. Входил в состав особой тройки НКВД СССР.

## Биография
Родился в семье служащего-конторщика железнодорожной станции. Трудовую деятельность начал в 1920 году учеником слесаря в частной мастерской в Екатеринославе. Работал формовщиком, кочегаром Днепропетровского завода имени Коминтерна.
С 1930 года в Красной армии: краснофлотец Балтийского флота. Учился в машинной школе, был политическим работником на крейсере «Аврора» в Ленинграде. Член ВКП(б).
После службы на флоте три года учился во Всесоюзном коммунистическом университете имени Сталина в Ленинграде.
В 1937—1939 годах — заведующий культурно-пропагандистского отдела Кировского районного комитета КП(б)У города Днепропетровска; секретарь Кировского районного комитета КП(б)У города Днепропетровска.
В 1938 — входил в состав особой тройки НКВД по Днепропетровской области. Был активным участником в сталинских репрессий. 

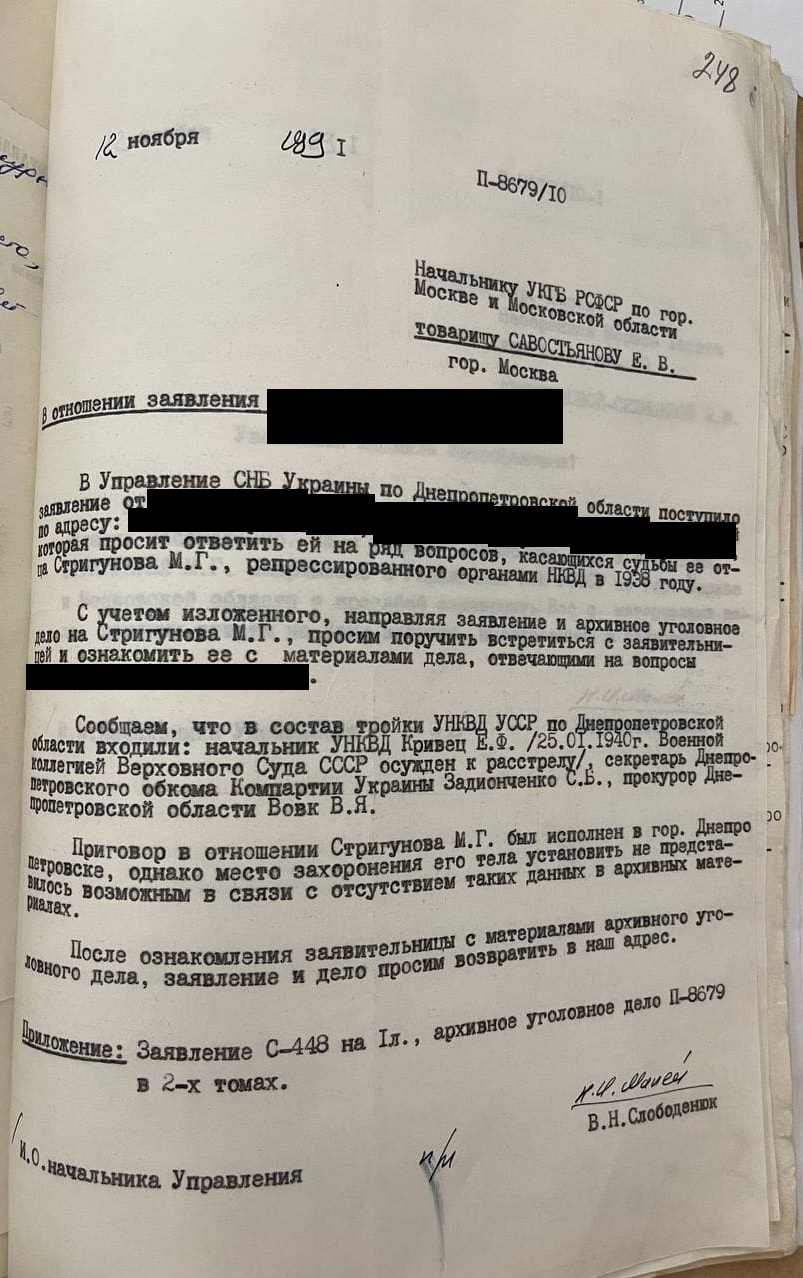
Состав тройки НКВД по Днепропетровской области в 1938 году

В 1939—1941 годах — прокурор Днепропетровской области.
В начале Великой Отечественной войны эвакуирован в восточные районы СССР. В 1941—1943 годах — заведующий промышленного отдела Фрунзенского областного комитета КП(б) Киргизии; исполняющий обязанности заместителя прокурора Украинской ССР по специальным делам.
В 1943—1944 годах — прокурор Днепропетровской области.
В 1944 году работал 3-м секретарём Днепропетровского областного комитета КП(б)У.
В 1944—1946 годах — 2-й секретарь Черновицкого областного комитета КП(б)У.
В 1946—1948 годах — 1-й секретарь Черновицкого областного комитета КП(б)У.

## Награды
- Орден Трудового Красного Знамени (23.01.1948);
- ордена;
- медали.